# شرکت ریخته‌گری تراکتورسازی ایران

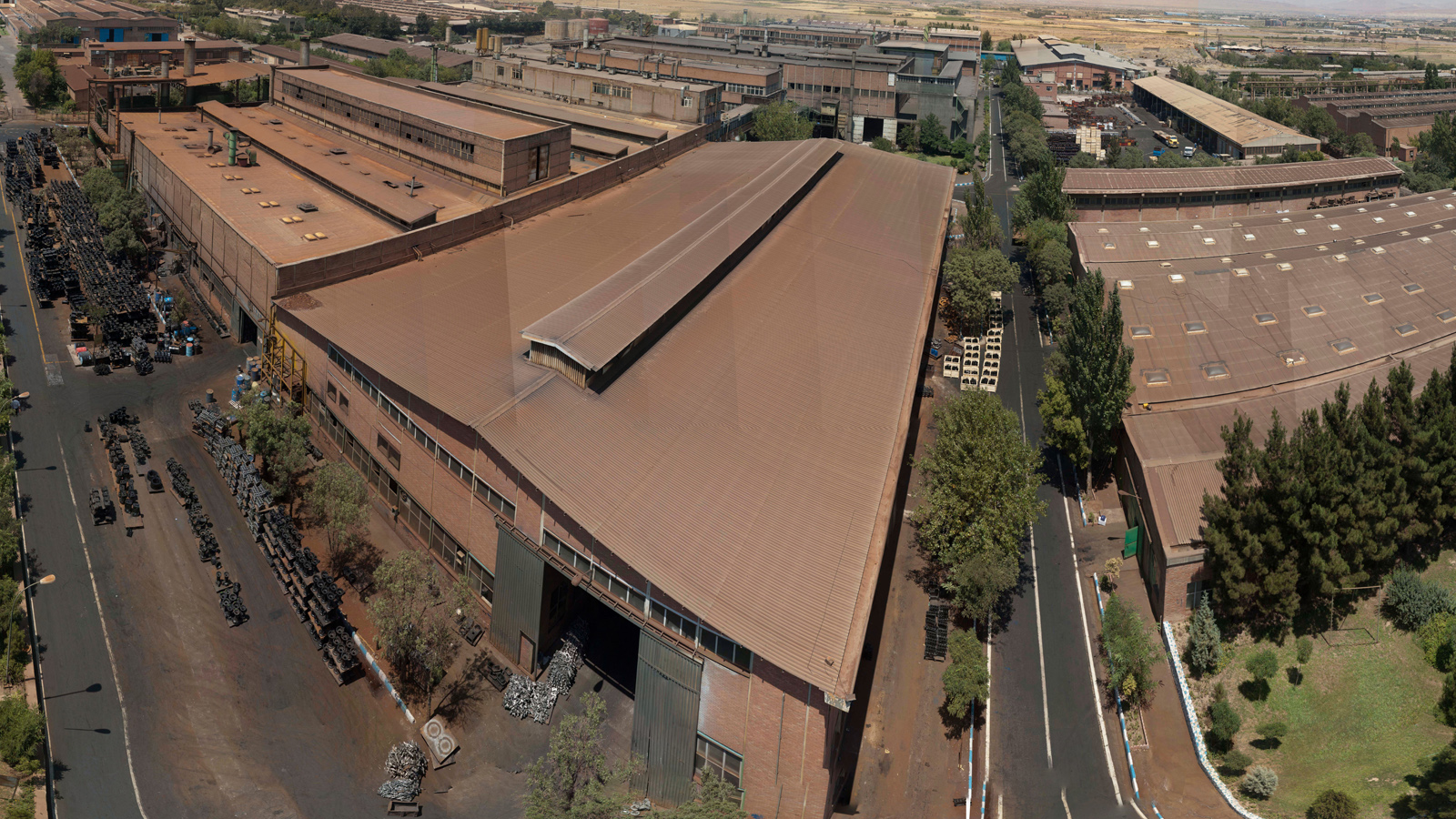
کارخانه شرکت ریخته‌گری تراکتورسازی ایران.

شرکت ریخته‌گری تراکتورسازی ایران، جهت دستیابی به فن‌آوری کامل صنعت تراکتور مقرر گردید تا پروژه ریخته‌گری که در طرح اولیه منظور نشده بود به‌عنوان پروژه مکمل مجتمع ایجاد شود. در سال ۱۳۶۶ شرکت ریخته‌گری به یک شرکت مستقل بدل گردیده است. این شرکت دارای سه خط قالب‌گیری تمام اتوماتیک برای تولید انواع قطعات چدنی در رنج کوچک، متوسط و بزرگ بوده و دارای یک خط ریخته‌گری به روش لاست فومی باشد. در این شرکت انواع قطعات چدنی، مانند قطعات تراکتور، موتور صنعتی، خودرو (پژو ،پراید، نیسان)، بدنه موتور شش‌سیلندر تراکتور، قطعات مخصوص کامیون، میل‌لنگ‌های کمپرسور، کلاهک مقره صنعت برق و غیره تولید می‌شود. در تاریخ ۸۹/۱۱/۲۰ کارگاه ریخته‌گری شرکت تراکتورسازی ارومیه نیز به این شرکت واگذار گردید که دارای یک خط قالب‌گیری خودکار و تجهیزات مربوطه می‌باشد . شرکت ریخته‌گری تراکتورسازی ایران اکنون به‌عنوان بزرگترین و یکی از اصلی‌ترین تولیدکنندگان قطعات ریخته چدنی تراکتور و خودرو در کشور ایران فعالیت می‌کند.

## تاریخچه
در چهارچوب مفاد همکاری‌های فنی و اقتصادی مورخ هشتم اوت ۱۹۶۶ (۱ مردادماه ۱۳۴۵) دولت‌های ایران و رومانی، طرح ایجاد تراکتور سازی ایران در منطقه صنعتی شهر تبریز به مرحله اجرا درآمد. بر پایه این موافقت‌نامه مقرر گردید ساخت انواع تراکتور ۶۵ اسب بخار تک‌دیفرانسیل و دودیفرانسیل و تراکتور ۴۵ اسب بخار در سه مرحله و با ظرفیت ۵۰۰۰ دستگاه در سال و سپس تا ۱۰۰۰۰ دستگاه در سال برای مدت ۱۰ سال به ایران واگذار گردد. جهت تکمیل فناوری تراکتور مقرر گردید کارخانه ریخته‌گری ویژه تراکتور نیز در مجموعه تراکتورسازی ایران احداث شود.

## حضور در بورس و سهامداران
شرکت ریخته‌گری تراکتورسازی یکی از شرکت‌های عرضه شده در بازار بورس تهران می‌باشد که سهام آن در گروه صنعت بخش خودرو و ساخت قطعات با نماد "ختراک" داد و ستد می‌شود. سهامدار عمده این شرکت، تراکتورسازی ایران است.

## مشخصات
شرکت ریخته‌گری تراکتورسازی ایران در زمینی به مساحت ۵۶۶۸۴۳ متر مربع و با دارا بودن فضای سرپوشیده به مساحت ۵۷۲۳۰ متر مربع و نیز برخورداری از کارگاه‌های ریخته‌گری، مدلسازی، تعمیرات، نوسازی، تمیزکاری و انبارهای مختلف قادر به تولید ۵۰٫۰۰۰ تن انواع قطعات پیچیده چدنی می‌باشد.
ریخته‌گری پیشرفته لاست‌فوم در داخل کشور تنها توسط این شرکت انجام می‌پذیرد و در عرصه بین‌المللی این فناوری در اختیار کشورهای چین و آمریکا قرار دارد.

## تولید
شرکت دارای سه خط قالب‌گیری تمام اتوماتیک برای تولید انواع قطعات چدنی در رنج کوچک، متوسط و بزرگ بوده و دارای یک خط ریخته‌گری به روش لاست‌فوم است. شرکت ریخته‌گری تراکتورسازی در زمینه ساخت، تولید و طراحی قطعات ریخته چدنی وسائط نقلیه سبک، سنگین و نیز عمده قطعات اصلی تراکتور و قطعات اصلی انواع خودروهای داخلی نظیر بلوک سیلندر، بدنه موتور، پوسته موتور، قطعات ایمنی و ... فعالیت می‌کند. این شرکت سالانه بیش از ۵۰ هزار تن قطعه تولید می‌کند. تولید بیش از ۶۵ هزار تن انواع قطعات ریخته از جمله قطعات پیچیده داکتیل، توپی چرخ‌های خودروهای سنگین، قطعه بلوک سیلندر برای انواع خودروهای تولید داخل مانند نیسان، روآ، تولید بیش از ۲۰۰ هزار بلوک سیلندر خودروی ۲۰۶ ،۳۰۰ هزار قطعه بلوک سیلندر پراید و تأمین نیاز ایران خودرو در ریخته‌گری گروه صنعتی تراکتورسازی ایران انجام می‌پذیرد.

## صادرات
این شرکت سالانه دارای ۱۰ هزارتن صادرات، قطعات ساخته شده توسط این شرکت را به صورت ماشین کاری به کشورهای چین، ترکیه، هندوستان، ایتالیا، بلغارستان صادر و در داخل کشور قطعات چدنی کارخانجات خودروسازی سایپا و ایران‌خودرو در کنار کارخانه تراکتورسازی تبریز را تأمین می‌کند. شرکت‌های فولاد و قطعه ساز ایتالیا مانند فیات، رویرو، پرآردی، او ام، آرجی، او ام آر و ایوکو به عنوان قطعه سازان معتبر خودروسازان سبک و سنگین اروپا و دنیا، قطعات ریخته مورد نیاز تولیدات خود را از طریق مجموعه ریخته‌گری تراکتورسازی ایران تأمین می‌کنند.